# Steeve Louissaint
Steeve Louissaint (Yverdon-les-Bains, 11 novembre 1987) è un cestista svizzero.

## Palmarès
- Campionato svizzero: 1

Lions de Genève: 2014-15
- Coppa di Svizzera: 2

Neuchatel: 2013
Lions de Genève: 2017
- Coppa di Lega svizzera maschile: 1

Lions de Genève: 2015
- Supercoppa di Svizzera: 1

Lions de Genève: 2017